# لاميون مشقوق
لاميون مشقوق (الاسم العلمي: Lamium bifidum) هو نوع من النباتات يتبع جنس اللاميون من الفصيلة الشفوية.